# Општина Пороскија (Телеорман)
Пороскија (рум. Poroschia) општина је у Румунији у округу Телеорман.
Oпштина се налази на надморској висини од 40 m.